# Ambassade des États-Unis en Irak
L'ambassade des États-Unis en Irak est la représentation diplomatique des États-Unis en Irak. C'est le lieu de résidence de l'ambassadeur en Irak qui est, depuis le 9 octobre 2019, Matthew H. Tueller.
L'actuelle ambassade, qui est la troisième construite par les États-Unis dans ce pays et est décrite comme la plus grande et la plus chère du monde, s'étend sur 0,44 km². Elle a été inaugurée en janvier 2009 après une série de retards, dans la zone verte de Bagdad, dans un ancien palais de Saddam Hussein.
Cette nouvelle ambassade est aussi grande que le Vatican, compte 21 bâtiments, des restaurants, des magasins, des écoles, un cinéma, une caserne de pompiers et ses propres systèmes de production d'électricité et de traitement des déchets. Elle dispose aussi de ses propres moyens de télécommunication et d'un système de gestion des eaux usées.
Le domaine est 6 fois plus grand que celui du siège des Nations unies à New York, et fait les 2/3 de la taille du National Mall à Washington DC.
L'ambassade peut accueillir jusqu'à 1 000 employés dans six unités de logement. Elle est au moins 10 fois plus grande que n'importe quelle autre ambassade des États-Unis.

## L'ancienne ambassade

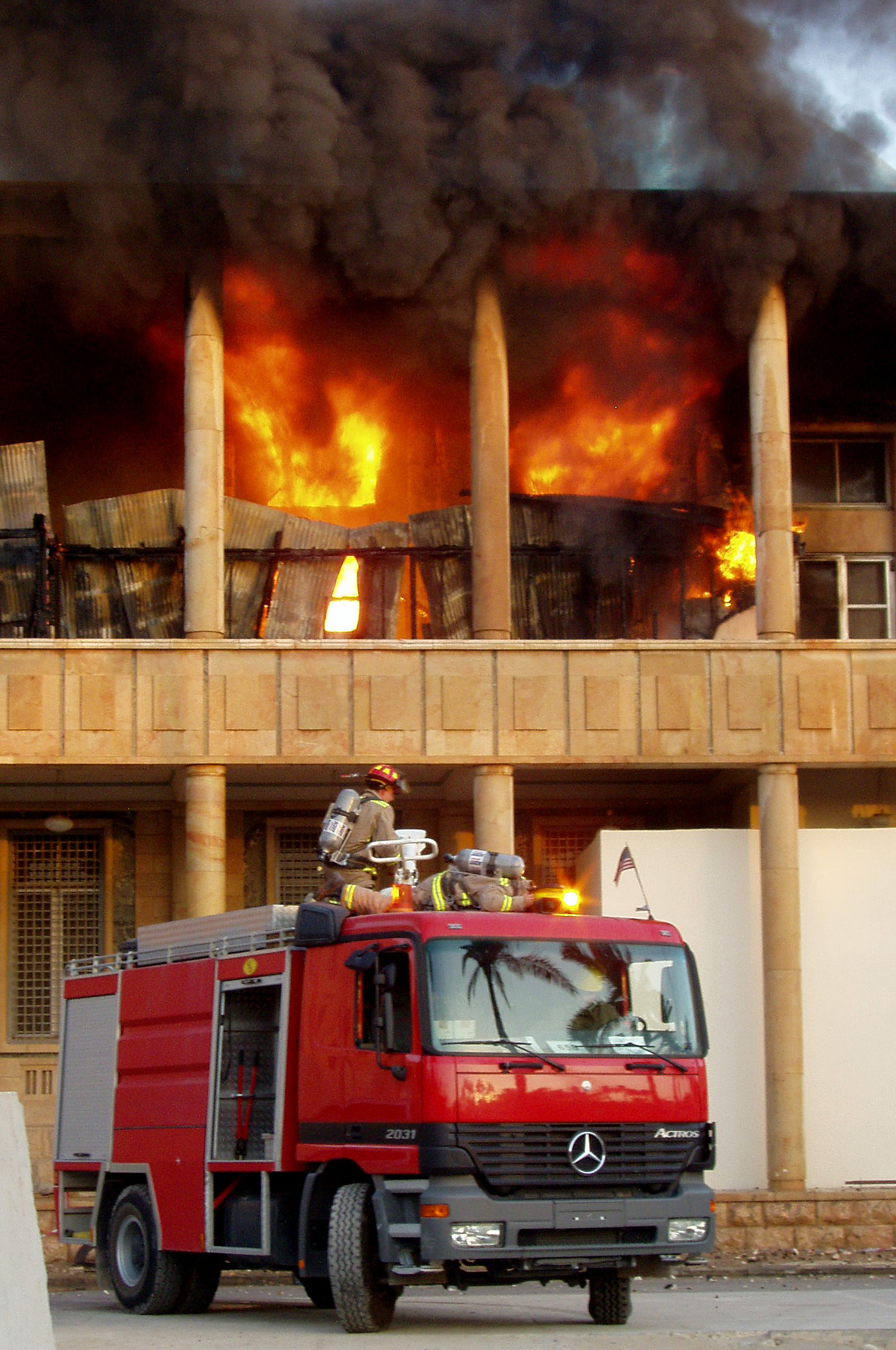
Incendie d'origine électrique le 23 août 2004 dans l'ambassade des États-Unis en Irak. Le fourgon d'incendie Mercedes-Benz Actros appartient à KBR chargé alors de la lutte contre le feu dans la Zone verte.

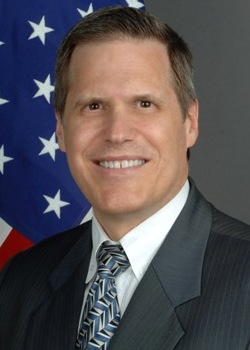
Matthew H. Tueller, ambassadeur en Irak depuis 2019.

Autrefois appelée The United States Legation Baghdad, elle est officiellement devenue une ambassade en 1946. Le bâtiment dessiné par Josep Lluís Sert fut achevé en 1957, à l'époque sans préoccupation de sécurité. En 1972, à la suite de la rupture des relations diplomatiques causée par la guerre des Six Jours de 1967, les États-Unis installent leur U.S. Interests Section dans l'ambassade de Belgique. Puis en 1984, elle redevient devient l'ambassade officielle des États-Unis lorsque les liens diplomatiques sont renoués. Peu avant la guerre du Golfe, en 1991, l'« U.S. Interests Section » est transférée dans l'ambassade de Pologne.
En 1994 c'est l'ouverture d'une nouvelle ambassade, qui est remplacée en 2009.

## La nouvelle ambassade

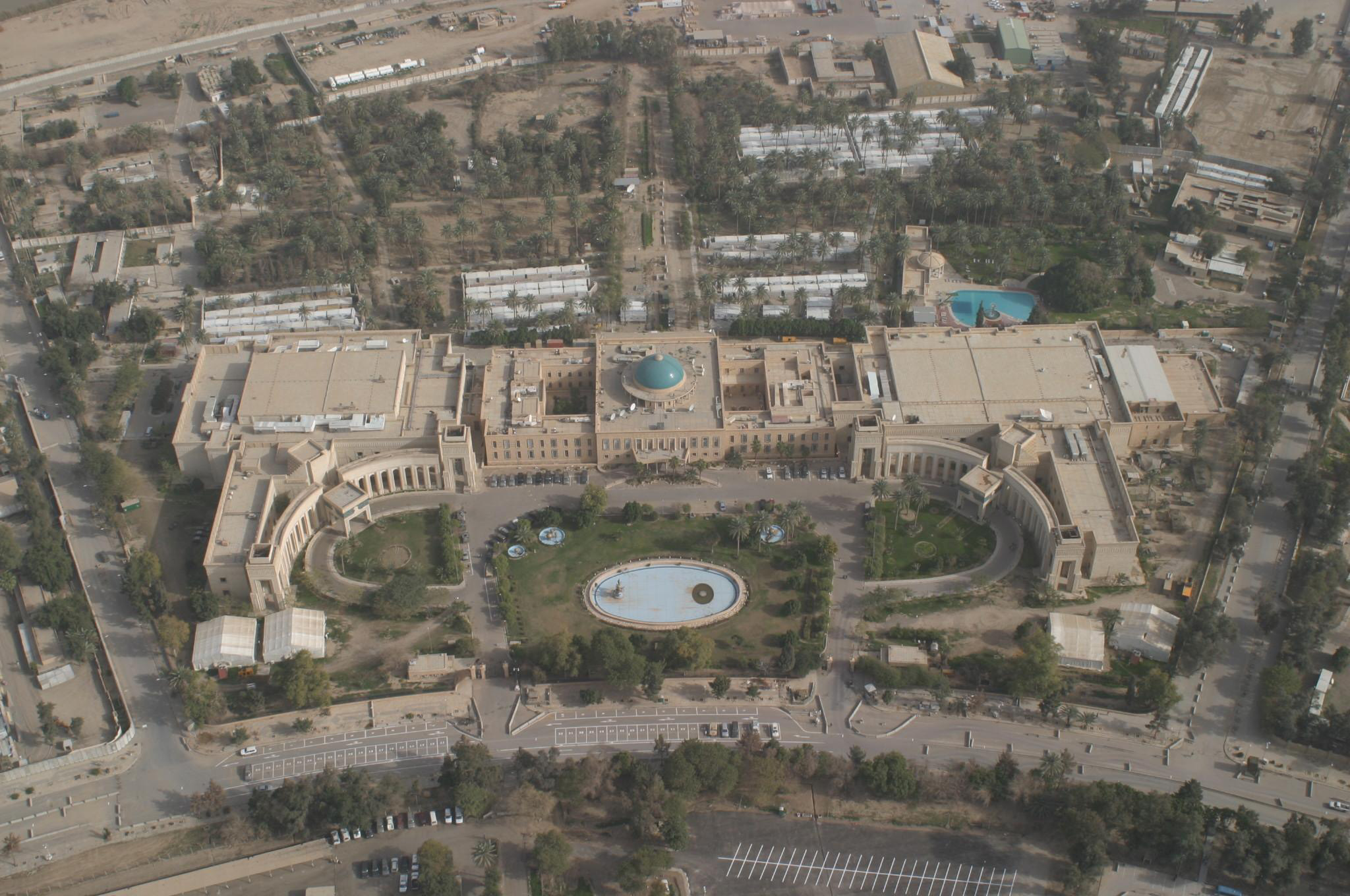
Palais républicain à Bagdad en 2007. Il s'agit du plus grand des palais commandés par Saddam Hussein et son terrain a été aménagé pour devenir l'actuelle ambassade des États-Unis.

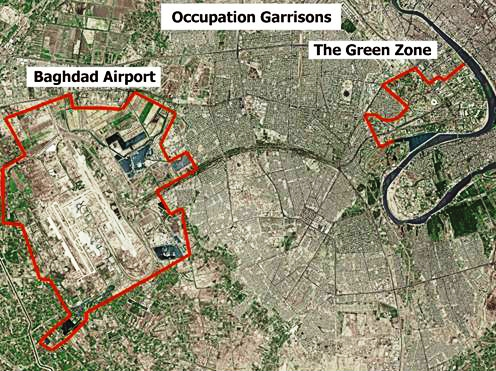
L'actuelle ambassade est située le long du fleuve après le premier coude du Tigre en partant du haut de l'image dans la zone verte.

La U.S. Embassy Baghdad est surnommée Fortress America. Elle comprend 21 bâtiments répartis sur 42 hectares et elle fonctionne de manière autonome, ne dépendant pas des services publics de la ville de Bagdad.
Elle est construite à la suite de la guerre d'Irak à partir de mi-2005 à partir des plans du cabinet d'architecture Berger Divine Yaeger Inc. sous la supervision de First Kuwaiti Trading & Contracting désigné en 2004 par 900 ouvriers  pour un contrat en 2006 de 596 millions de dollars. Les travaux devaient s'achever en septembre 2007, toutefois il a fallu demander une enveloppe budgétaire supplémentaire pour mener le projet à terme. Elle est officiellement terminée le 12 mai 2008 pour un coût de 736 millions de dollars. 9 mois après l'ouverture, des travaux de réparation sont devenus nécessaires dont la valeur a été estimée à 130 millions de dollars.
Elle est située le long du Tigre, à l'ouest du pont Arbataash Tamuz, au niveau de la rue Al Kindi dans ce qui a été appelé durant la guerre d'Irak la Zone verte.
L'ambassade abrite actuellement (16/06/2014) 5 500 Américains qui vivent et travaillent à Bagdad.
En plus des 1 000 employés de l'ambassade, dont 650 diplomates, plus de 9 500 employés additionnels ont été embauchés en 2012, dont la moitié est du personnel de sécurité.
Outre le bâtiment de l'ambassade elle-même, le complexe est composé de :
- six bâtiments d'habitation pour les employés et 380 familles ;
- une résidence de 4 900 m2 pour l'ambassadeur ;
- des systèmes de gestion de l'eau et des déchets ;
- une usine de production d'électricité ;
- deux major diplomatic office buildings ;
- des lieux de détentes dont notamment une salle de fitness, un cinéma et une piscine.

## Présence du département d'État en Irak
Un rapport d'avril 2012 du Special Inspector General for Iraq Reconstruction, indique qu'à cette date 12 755 personnes travaillent en Irak pour le département d'État (DoS) soit 1 369 employés du DoS et 11 386 contractuels. 2 950 contractuels sont chargés de la sécurité, chiffre qui sera porté à 3 577.
Le Bureau de coopération de la sécurité-Irak  (Office of Security Cooperation – Iraq, OSC-I), dépendant du DoS, peut employer un maximum de 763 contractuels civils et 157 militaires pour former les forces armées irakiennes et les services de sécurité selon un accord de novembre 2011. En avril 2012, l'OSC-I emploie 154 soldats et 4 912 contractuels (dont environ 600 pour la formation proprement dite, le reste étant le soutien, la sécurité, etc).

## Sécurité
Pour assurer la sécurité du site de l'ambassade et de ceux des consulats disséminés à Bassorah, Erbil, Mossoul et Kirkouk, le Département d'État des États-Unis déploie, en 2012, 200 agents spéciaux du Diplomatic Security Service pour superviser les activités d'environ 5 000 gardes de sécurité diplomatique et une équipe du bureau de sécurité de la CIA se charge de la sécurité des personnels de l'agence de renseignement.
Ces 5 000 gardes de sécurité diplomatique ou security contractors proviennent des SPER (sociétés de protection en milieu à risques) qui ont remporté le contrat Worldwide Protective Services (WPS) concernant la protection des installations du département d'État à travers le monde attribué le 29 septembre 2010 à huit firmes : Aegis Defence Services, DynCorp International, EOD Technology, Global Strategies Group, SOC, Torres International Services, Triple Canopy et International Development Solutions. Entre 500 et 700 employés seront des Américains ; le reste, chargé des missions de sécurité des sites (périmètres, accès...), sera composé de TCN (third country nationals): Britanniques, Australiens, Népalais, Fidjiens, etc.
Il y a également 4 500 autres employés privés chargés de la logistique au sens le plus large, dont la maintenance de la soixantaine d'hélicoptères dont le DoS entend disposer pour ses déplacements.